# Страна игр
«Страна игр» (сокращённо «СИ») — российский журнал о компьютерных и видеоиграх, который выходил в издательстве Gameland с 1996 по 2013 год. Выпуск журнала прекратился по финансовым причинам.
Издание было посвящено современным играм для различных платформ, включая персональные компьютеры, игровые приставки, портативные консоли. В журнале публиковались рецензии, аналитические материалы, новости игровой индустрии, интервью с разработчиками, репортажи с российских и зарубежных выставок и фестивалей, авторские колонки экспертов. Существовала также рубрика «Банзай!» об аниме, манге и японской поп-культуре в целом.

## Концепция
«Страна Игр» рассказывала о компьютерных и видеоиграх как части современной массовой культуры. Журнал был рассчитан на людей, давно увлекающихся играми и интересующимися индустрией в целом. Журнал ориентировался на мировые тренды в области игр с поправкой на российские реалии (основная масса геймеров СНГ предпочитает ПК любым другим платформам). Целевой аудиторией были геймеры от 16 до 30 лет, с игровым стажем не менее полугода, владеющие компьютером и как минимум одной игровой приставкой, разбирающиеся в основных жанрах, платформах, сериалах, компаниях-разработчиках и терминологии.
В отличие от некоторых других российских игровых изданий, «Страна Игр» не была гидом покупателя, не предоставляла информацию о взломе игр или создании модификаций для них, не публиковала (во всяком случае, систематически) советы по прохождению, не описывала все выходящие на российском рынке релизы. Журнал делал акцент на аналитических статьях об играх и индустрии, репортажах с выставок, интервью, авторских колонках экспертов, материалах на общепознавательные темы (кино, литература, кросс-форматные культурные явления). Уникальной для российских и зарубежных игровых изданий была обширная рубрика об аниме.
«Страна Игр» освещала игры для следующих платформ: PC, Xbox 360, PlayStation 3, PlayStation Portable, PlayStation Vita, Nintendo Wii, Nintendo DS, Nintendo 3DS.

## История
Издавалась с 1996 года по 2013 год издательским домом Gameland. Выходила 1 раз в месяц, в некоторых случаях — раз в два месяца. Заявленный тираж в разные годы составлял до 190 тысяч экземпляров, объём — до 256 страниц.
Журнал был основан предпринимателем Дмитрием Агаруновым, владельцем фирмы Gameland, который продавал приставки Sega Saturn и Sony PlayStation, как дополнение к основному бизнесу. Однако издание оказалось настолько успешным, что Gameland вскоре превратился из торговой фирмы в издательство и впоследствии создал ещё ряд журналов, таких как «Хакер» и «Хулиган». Первым главным редактором «Страны игр» стала Оксана Донская.
В 1997 году к части розничного тиража номеров 9 (для PlayStation),10,11 впервые были приложены компакт-диски с демонстрационными версиями и дополнительной информацией. При этом журнал не был новатором (журнал Mega Plus уже выходил полностью с диском), однако был первым игровым. При этом номера 10 и 11 с диском можно было достать только случайно, их нельзя было приобрести даже на Книжной Ярмарке в Олимпийском.
В результате экономического кризиса 1998 года произошли изменения:
- Номер 9 вышел в розничную продажу на дешёвой (серой) газетной бумаге формата больше макета с рамкой в последней неделе сентября. Данный номер не доставлялся подписчикам, однако читатели в письмах журналу одобрили такой вариант.
- С ноября 1998 года журнал выходил 2 раза в месяц. При этом приложенный диск к номеру 11 (планировался к номеру 9) потерял актуальность, а 2 дополнительных номера стали компенсацией подписчикам.

С ноября 1998 года по август 2010 года «Страна Игр» продолжала выходить два раза в месяц. В сентябре 2010 года «Страна Игр» перешла на ежемесячный режим работы. С апреля по октябрь 2006 года выходила региональная версия «Страны Игр» в Казахстане.
В 2006 году «Страну игр» возглавил Константин Говорун. Редакция взяла курс на освещение игр как искусства, публикацию авторских колонок с мнениями.
В 2006 году «Страна игр» оказалась единственным изданием, опубликовавшим положительный обзор на провальную игру Lada Racing Club. Обзор вызвал скандал, и журнал на два года прекратил сотрудничество с его автором.
В начале октября 2010 года между компанией «Гейм Лэнд», которой принадлежит журнал «Страна Игр», и японским издательским домом Enterbrain Inc., издателем журнала Famitsu Weekly, подписан договор о синдикации, по которому начиная с декабрьского номера «СИ» не менее 18 страниц с эксклюзивными анонсами, интервью и спецматериалами будут переводиться на русский язык и публиковаться в «Страна Игр» с сохранением аутентичной верстки Famitsu.
В феврале 2011 года в Федеральную антимонопольную службу был отправлен запрос от лица некоммерческой организации НТС, в котором утверждалось, что тираж журнала «Страна Игр» якобы отличается от заявленного в 9,69 раз. В ходе проверки эта информация не подтвердилась.
С февраля 2011 года журнал выходил в формате 256 страниц, без постера и DVD.

### Список главных редакторов
- Оксана Донская (1996 — март 1998)
- Владислав Пискунов (апрель — июль 1998)
- Сергей Лянге (август 1998 — апрель 1999)
- Сергей Амирджанов (май 1999 — ноябрь 2001)
- Сергей Долгов (ноябрь 2001 — январь 2002)
- Юрий Поморцев (февраль 2002 — июль 2003)
- Александр Глаголев (июль 2003 — февраль 2004)
- Михаил Разумкин (март 2004 — июнь 2006)
- Константин Говорун (июль 2006 — ноябрь 2013)

### Команда на момент закрытия[7]
- Константин Говорун — главный редактор
- Наталья Одинцова — зам. главного редактора
- Сергей Цилюрик — редактор
- Евгений Закиров — редактор
- Святослав Торик — редактор
- Альфина — постоянный автор, переводчик с английского
- Андрей Гатинский — переводчик с японского
- Андрей Окушко — постоянный автор
- Хайди Кемпс — корреспондент в США
- Хасан Али Альмаси — корреспондент в Западной Европе
- Герман Титов — арт-директор

### Закрытие
По сообщениям сотрудников, в июле 2013 года журнал начал испытывать финансовые проблемы, связанные с недостатком рекламы. В Интернете появились слухи о скором закрытии журнала. Предпоследний номер за 2013 год вышел сдвоенным (9—10), при этом на обложке ноябрьского № 350, последнего в истории журнала, вместо заголовков стояла надпись «Нужно больше золота». После этого выпуск журнала был «заморожен» на неопределённый срок.

### После закрытия
Константин Говорун надеялся возродить «Страну игр» при помощи краудфандинга, то есть на пожертвования читателей. Этому препятствовало то, что бренд «Страна игр» принадлежал Дмитрию Агарунову, главе издательства «Геймлэнд», и команда журнала не могла получить на него права. Попытка возродить журнал с помощью краудфандинга так и не была сделана. В 2017 году был закрыт и сайт журнала, служивший его архивом. Однако в 2018-м Говорун выкупил у Агарунова права на бренд и снова открыл сайт в обновлённом дизайне. Новый сайт нерегулярно публиковал как архивные материалы «Страны игр», так и новые, но в первой половине 2020 года прекратил обновляться.
После открытия российского отделения IGN многие сотрудники «Страны игр» стали работать в новом издании. Константин Говорун в 2014—2015 годы возглавлял это отделение, но в октябре 2015 года объявил о своем уходе из «Геймлэнда». На конец 2015 года из бывшей команды журнала в IGN Russia работала только главный редактор Лилия Дунаевская; после её смерти в конце 2017 связь сайта со «Страной игр» окончилась. Несколько ведущих авторов, в том числе Сергей Цилюрик, Андрей Окушко, Святослав Торик, после закрытия журнала сотрудничали с ИД «Игромедиа» («Игроманией» и «Миром фантастики»), а также «Канобу».
По состоянию на сентябрь 2024 года, большая часть авторов и редакторов журнала сотрудничает с игровым изданием VK Play Media (Наталья Одинцова — главный редактор, в числе авторов — Константин Говорун, Сергей Цилюрик, Андрей Окушко).

## Оценки игр
В «Стране Игр» была принята десятибалльная система оценок с шагом в 0,5 балла. По подсчётам агрегатора критических отзывов «Критиканство.ру», за всю историю журнал опубликовал более 3600 рецензий со средней оценкой 7,5.
Оценку 10 баллов за период с 2004 года получили игры:
- 2004 — Prince of Persia: Warrior Within (PC, PlayStation 2, GameCube, Xbox).
- 2005 — Metal Gear Solid 3: Snake Eater (PlayStation 2).
- 2006 — LocoRoco (PSP).
- 2007 — Portal (The Orange Box) (PC, Xbox 360, PlayStation 3).
- 2008 — The World Ends with You (DS), Metal Gear Solid 4: Guns of the Patriots (PlayStation 3), LittleBigPlanet (PlayStation 3).
- 2009 — Bayonetta (PlayStation 3, Xbox 360).
- 2010 — Heavy Rain (PlayStation 3), Super Mario Galaxy 2 (Wii), Limbo (Xbox 360), Halo: Reach (Xbox 360), StarCraft II: Wings of Liberty (PC) (только мультиплеер, сингл — 7.5 баллов)
- 2011 — Portal 2 (PlayStation 3, Xbox 360, PC), Uncharted 3: Drake's Deception (PlayStation 3).
- 2013 — Bioshock Infinite (PlayStation 3, Xbox 360, PC), The Last of Us (PlayStation 3)

Оценка Portal не переносится автоматически на весь сборник The Orange Box, равно как и оценка оригинальной версии Prince of Persia: Warrior Within на порт для PSP. Игра StarCraft II: Wings of Liberty получила 10 баллов за мультиплеер-режим, и 7,5 баллов за однопользовательскую кампанию.
Также важно, что оценки «Страны Игр» не стоит путать с оценками портала Gameland.ru.
Помимо оценок, редакция журнала выдавала «медали» по 7 критериям:
1. «За графику и технологии».
2. «За саундтрек».
3. «За арт и дизайн».
4. «За сюжет».
5. «За игровую механику».
6. «За вклад в жанр».
7. «За мультиплеер».

Каждый год журнал подводил итоги года и выбирал лучшие игры в различных номинациях.
Победители номинации «Лучшая игра года»:
- 2003 год — Prince of Persia: The Sands of Time (PC, PlayStation 2, GameCube, Xbox).
- 2004 год — Grand Theft Auto: San Andreas (PlayStation 2, Xbox).
- 2005 год — Metal Gear Solid 3: Snake Eater (PlayStation 2).
- 2006 год — Medieval 2: Total War (PC).
- 2007 год — Super Mario Galaxy (Nintendo Wii).
- 2008 год — Fallout 3 (PC, PlayStation 3, Xbox 360).
- 2009 год — Batman: Arkham Asylum (PC, PlayStation 3, Xbox 360).
- 2010 год — Demon's Souls (PlayStation 3).
- 2011 год — Deus Ex: Human Revolution (PC, PlayStation 3, Xbox 360).
- 2012 год — Spec Ops: The Line (PC, Playstation 3, Xbox 360).